# Шлезингер, Ицхак
Ицхак Матитьяху Шлезингер (25 августа 1926 — 17 декабря 2018) был исследователем в области психологии и психолингвистики в Еврейском университете в Иерусалиме, лауреатом Премии Израиля за 2009 год.

## Биография
Ицхак Шлезингер родился в 1926 году в Кельне, Германия. Вскоре после прихода Гитлера к власти его семья покинула Германию и переехала в литовский город Мемель.
В Эрец-Исраэль Шлезингер учился в средней школе Маале, а затем в учительской семинарии Мизрахи. В течение четырёх лет он служил учителем в небольших начальных школах в различных местах страны, а затем поступил на службу в Армию обороны Израиля и служил учителем иврита для солдат-иммигрантов на базе для новичков и в Нахале. После освобождения из Армии Обороны Израиля он два года преподавал в средних школах Иерусалима. В 1959 году он женился на Эбигейл Гликман, учительнице для глухих и пионером интеграции глухих и слабослышащих детей в обычные классы системы образования. У двоих было трое детей.
Умер 17 декабря 2018 г.

## Академическая деятельность
Он учился на степень бакалавра в Еврейском университете на факультетах психологии и Талмуда. Затем он заинтересовался психологией языка (психолингвистикой) — под влиянием известного логика профессора Джошуа Бар Гиллеля, который позже был одним из его руководителей при написании докторской диссертации. В те годы эта область была ещё в зачаточном состоянии, и её почти не преподавали в университетах. Он получил степень магистра в Университете Нью-Йорка на факультете социальной психологии. В то же время он учился на степень магистра Талмуда в Раввинской семинарии в Америке, в том числе у раввина профессора Шауля Либермана.
Докторская диссертация Шлезингера, которую он написал в Еврейском университете и которая позже была опубликована в виде книги, касалась процесса чтения. Его исследовательская работа на кафедре психологии Еврейского университета также была по большей части сосредоточена на проблемах, связанных с языком. Среди тем, которыми он занимался, были процессы лингвистической обработки, а также теория развития речи у ребёнка.
В своей концепции Шлезингер объединил новые идеи Хомского о структуре грамматики взрослых с процессами развития, которые были эмпирически реалистичными и согласованы с тем, что известно о развитии ребёнка. В начале 1980-х, когда была опубликована книга Шлезингера «Шаги к языку: к теории освоения языка», наряду со многими его статьями, международные ученые определили подход, представленный в этой книге, как «семантическую революцию» в развитии языка. Хотя изучаемая область была областью развития языка, последствия взглядов Шлезингера были далеко идущими, поскольку они касались теорий обучения в психологии и начального состояния — процедур самонастройки — относящихся к развитию в целом.
За прошедшие годы Шлезингер написал множество публикаций в профессиональной прессе по этому вопросу, подробно описывая и развивая его уникальную теорию, которая была ясным и последовательным голосом, предлагающим альтернативу подходу Ноама.

## Язык жестов
В 1960-х годах он заинтересовался израильским языком жестов, языком, который принципиально отличается от разговорных языков. Шлезингер считал, что изучение и признание этого языка может пролить новый свет на сущность человеческого языка в целом. В то время, однако, в Израиле и за рубежом почти не было исследователей, интересующихся этим языком, а литературы по нему было крайне мало. Первоначальный стимул для его интереса к этому феномену был связан с работой его жены, которая была учителем и директором Школы для глухих в Иерусалиме . Шлезинджер представил исследовательскую программу Министерству здравоохранения, образования и социального обеспечения США и утвердил обширный бюджет на исследования, в которых он вместе с группой студентов работал в течение многих лет. Результаты исследований по каждому из изучаемых предметов были опубликованы в виде книг и статей и вызвали большой интерес в этой области, который продолжается и по сей день. В 1978 году он возглавил команду, которая опубликовала первый словарь языка жестов на иврите.

## Исследование Талмуда
Ицхак Шлезингер также посвятил много лет своей исследовательской жизни изучению Талмуда, особенно способов толкования Талмуда. Эти две области исследований, психолингвистика и Талмуд, переплетаются в его работе. Его исследования в области прагматики языка (опубликованные в 2001 году в книге по теме аргументации) также были вдохновлены его интересом к талмудической аргументации. С другой стороны, его исследования латентных сообщений в лингвистическом выражении, которыми он занимается в последние годы, повлияли на его талмудические исследования. В серии учебников для студентов — «Главы гемары», изданных Министерством образования, Шлезингер установил оригинальный и новый способ обучения, который во многом способствовал изменению статуса этой профессии в системе образования. «Главы Гемары» ставят перед учащимся сложные задания и шаг за шагом направляют его в «преодолении» проблемы. Идеи, которыми руководствовался Шлезингер при построении программы, напрямую связаны с его работой в области психолингвистики и теорий обучения. При этом он применил теоретико-академическое мышление к образовательному акту.